# عبد الله هازلهوف
عبد الله هازلهوف (الاسم الأصلي Regillio Frank Haselhoef) (ولد بمدينة باراماريبو سنة 1968 - وتوفي يوم 25 رمضان 1439 هـ / 10 يونيو 2018) كان كاتب وإمام هولندي من أصل سورينامي، وكان شخصية معروفة على الصعيد الهولندي في الإعلام خاصة.

## وفاته
توفي يوم 10 يونيو 2018 على الطريق السريع A16 بالقرب من مدينة بريدا الهولندية جراء حادث تصادم بين مركبتين. (الحادث وقع الساعة 3:45 صباحا بالتوقيت الأوروبي).

## من مؤلفاته
- (2001) De islamisering van onze cultuur Nederlandse identiteit als fundament . عن أسلمة الثقافة والهوية الهولندية.